# Ciboria coryli
Ciboria coryli är en svampart som tillhör divisionen sporsäcksvampar, och som först beskrevs av Schellenb., och fick sitt nu gällande namn av Niels Fabritius Buchwald. Ciboria coryli ingår i släktet Ciboria, och familjen Sclerotiniaceae. Arten är reproducerande i Sverige.